# 朝潮水門

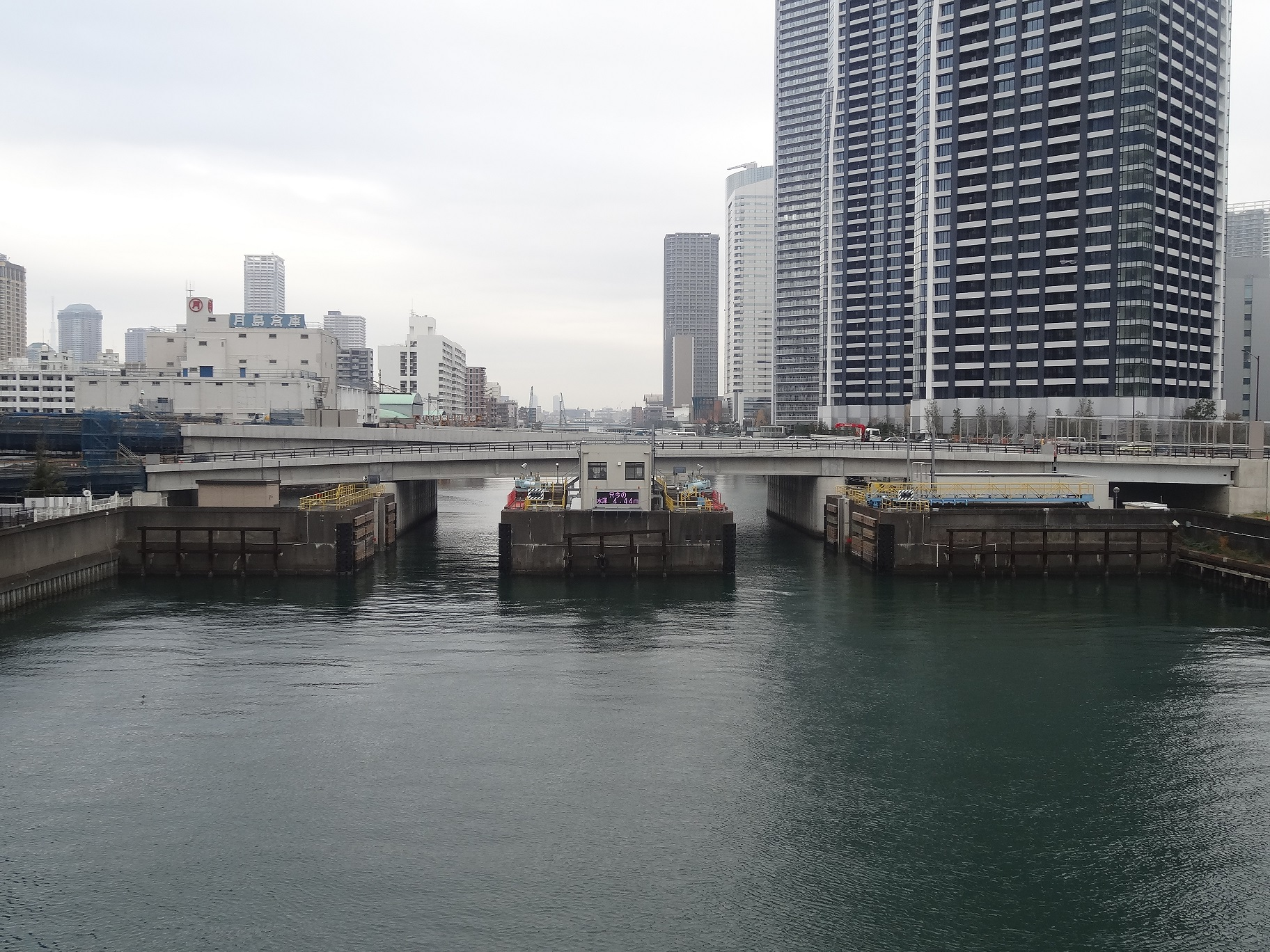
朝潮水門

朝潮水門（あさしおすいもん）は、東京都中央区勝どきと晴海の間を流れる朝潮運河にある水門。1964年（昭和39年）竣工。有効幅員11.4mのものが2連あり、門扉型式はこの付近では珍しいスイングゲートを採用している。
東京都が管理している水門は、河川の水門（東京都建設局所管）と、運河の水門（東京都港湾局所管）がある。
この朝潮水門は、東京都港湾局の管理する運河の水門である。
朝潮水門が建設された当時は貨物船が航行したため、高さ制限の無い「スイングゲート」が採用された。

## 仕様
- 計画外水位(A.P.) +5.1m
- 計画内水位(A.P.) +1.5m
- 計画天端高(A.P.) +6.5m
- 計画敷高(A.P.) -3.0m
- 計画低敷高(A.P.) -3.5m
- 通水幅員 12m 2連
- 有効幅員 11.4m 2連
- 門扉高さ 9.5m （50t 2基）
- 電源 商用電源
- 予備電源 自家発電機2台(400V 120kVA, 125kVA)
- 通常時動力 400V 55kW電動機2台（圧油用）
- 緊急時動力 エンジン式非常油圧ポンプ
- 閉鎖所要時間 8分
- 解放所要時間 8分
- 操作方式 機側・遠方
- 資料出典 防災計画 （東京港管理事務所 高潮対策センター）